# Sh2-164
Sh2-164 è una nebulosa a emissione visibile nella costellazione di Cassiopea.
Si individua nella parte orientale della costellazione, circa 3,5° a ovest della stella Caph; il periodo più indicato per la sua osservazione nel cielo serale ricade fra i mesi di agosto e gennaio ed è notevolmente facilitata per osservatori posti nelle regioni dell'emisfero boreale terrestre, dove si presenta circumpolare fino alle regioni temperate calde.
Si tratta di una remota regione H II, la cui distanza è incerta: secondo uno studio del 1982 si troverebbe a ben 5000 parsec (circa 16300 anni luce), ossia in corrispondenza del Braccio del Cigno; Avedisova indica invece come responsabile della sua ionizzazione LS I +59 10, una supergigante blu di classe spettrale B1Ib situata alla distanza di 3500±1500 parsec (11400±4890 anni luce), una stima dunque piuttosto incerta. Se si accetta questo secondo valore come corretto, la nebulosa viene a trovarsi sul Braccio di Perseo. La controparte infrarossa della nebulosa è catalogata come IRAS 23358+5942.